# Santiago Yolomécatl
Santiago Yolomécatl là một đô thị thuộc bang Oaxaca, México. Năm 2005, dân số của đô thị này là 1912 người.